# Gortyna umbrosa
Gortyna umbrosa là một loài bướm đêm trong họ Noctuidae.